# Strebla guarani
Strebla guarani är en tvåvingeart som först beskrevs av Mauricio Garcia och Casal 1965.  Strebla guarani ingår i släktet Strebla och familjen lusflugor.
Artens utbredningsområde är Paraguay. Inga underarter finns listade i Catalogue of Life.